# United Nations Relief and Rehabilitation Administration
L'United Nations Relief and Rehabilitation Administration (UNRRA) era un'organizzazione internazionale con sede a Washington, istituita il 9 novembre 1943 per assistere economicamente e civilmente i Paesi usciti gravemente danneggiati dalla seconda guerra mondiale, entrata a far parte delle Nazioni Unite nel 1945, e sciolta il 3 dicembre 1947.
L'organizzazione traeva i suoi fondi da contributi di Stati che non avevano subìto devastazioni e che quindi potevano versare denaro per la ricostruzione postbellica. In un secondo momento, la sua opera venne estesa anche ai Paesi sconfitti.

## In Italia
L'Italia ne venne ammessa nel 1946 a seguito degli Accordi di Roma. In particolare in Italia furono istituite l'UNRRA-Tessile, a cui spettava la distribuzione di tessuti di cotone e lana, e l'UNRRA-CASAS (Comitato Amministrativo Soccorso Ai Senzatetto), per la ricostruzione di case a favore dei senzatetto. Quest'ultima venne istituita nel 1947 con D.P.C.M. del 19/12/1947.
Il comitato UNRRA-CASAS era presieduto dal Ministro per i lavori pubblici e in seno a esso, in forza del DPCM del 19/12/1947, furono istituite due giunte. La prima giunta era incaricata dell'esecuzione delle operazioni edilizie promosse dal comitato stesso ed era presieduta dal presidente del CNR. Di essa fu chiamato a far parte G. Nazdo, funzionario statunitense esperto in materia edilizia già membro della missione UNRRA in Italia, poi assorbito dalla missione ECA. Nel 1950 fu chiamato a far parte della prima giunta anche Adriano Olivetti, membro del consiglio direttivo dell'INU (Istituto Nazionale di Urbanistica) dal 1948, finanziatore della rivista “Urbanistica" dal 1949 e presidente dell'INU dal 16 giugno 1950.

## Presidenti
- Herbert Lehman (1º gennaio 1944-31 marzo 1946)
- Fiorello La Guardia (1º aprile-31 dicembre 1946)
- maggiore Lowell Ward Rooks (1º gennaio 1947 - 30 settembre 1948)